# Spin (reining)
Lo spin è una manovra caratteristica del Reining, disciplina dell'equitazione americana.

## La manovra
Gli spin sono delle rotazioni di 360°, eseguite su
il posteriore interno, che rimane fisso. La spinta
per la rotazione è fornita dagli anteriori e dal posteriore
esterno. La posizione del posteriore interno deve essere
fissata all'inizio dello spin e mantenuta tale durante le
rotazioni. Nei pattern il numero di spin varia:
i pattern 2,3,4,5,6,8 e 11 ne prevedono 4 per parte
i pattern 1,7,9 e 10 ne prevedono 4 a destra e 4 e un quarto a sinistra
il pattern 12 ne ha 2 per parte
il pattern 13 ne ha 3 per parte.
Il giudice per giudicare la manovra osserva se il cavallo mantiene la posizione in modo da non fissare sempre i posteriore, così da poter vedere anche altri elementi dello spin.